# Thérèse Raquin
Thérèse Raquin av Émile Zola gavs ut första gången år 1867 och räknas som Zolas debut- och genombrottsroman. Thérèse Raquin blev vid utgivningen ett slags skandalsuccé i Frankrike och romanen är ett av Émile Zolas mest kända verk. Zolas roman publicerades först som en följetong i den franska tidskriften L'Artiste och boken publicerades i december samma år.
Romanen Thérèse Raquin är en naturalistisk skildring av bland annat begär, passion, otrohet, mord, kärlek och hat. Den första svenska översättningen utkom år 1884 och översattes av T. Wilson. Zola ville framhäva sitt verks huvudsyfte som vetenskapligt och studerade den psykologiska delen hos människan, och psykologin var en ny och främmande vetenskap i mitten av 1800-talet. Zolas debutroman var enligt honom själv ett vetenskapligt experiment för hans naturalistiska studier där han ville studera och framhäva människans temperament och hur det påverkade beteendet. 1800-talets temperamentsteori har kopplingar till den medeltida humoralpatologin som var dominerande fram till genombrottet för den moderna medicinvetenskapen under samma tid. Zola beskrev även den parisiska miljön mer realistiskt än vad den traditionellt brukade beskrivas av andra franska författare. Zola ville även visa på hur miljön kunde påverka människans beteenden och handlingar, som till exempel hur fattigdomen, sexualiteten, våldet och sjukdomarna tog sig uttryck hos människan i den miljö som människor vistades i.
Det var med romanen Thérèse Raquin som Émile Zola blev kallad naturalismens fader. Naturalismen kan ses som en vidareutveckling av realismen och beskriver verkligheten på ett detaljerat sätt, likt till exempel Honoré de Balzac men utan för långa detaljerade beskrivningar. Zola lyckades bättre än andra samtida realister med att väva in de naturalistiska beskrivningarna i sin berättelse, som kan läsas i bland annat Thérèse Raquin. Naturalismen tenderar att visa verkligheten genom ett hårt och pessimistisk synsätt, som en motsats till hur romantiken beskriver verkligheten i mer idealiserande drag.
En tid efter publiceringen av romanen valde Zola att omarbeta och anpassa sin roman till en teaterpjäs år 1873. Därmed blev hans roman även det första och medvetet skapade naturalistiska dramat i litteraturhistorien.

## Handling
Romanen Thérèse Raquin handlar om en ung kvinna, Thérèse, som tas om hand av madame Raquin. Thérèse hålls inomhus tillsammans med sin sjuklige kusin Camille, vars mor madame Raquin har överbeskyddat honom. Den naturliga vildheten hos Thérèse och hennes impulser tyglas av henne själv till slut så att hon håller sig lugn för sin sjuklige kusins och madame Raquins skull. Efter flera år bestämmer sig madame Raquin för att de borde gifta sig med varandra, så att Thérèse kan se till honom när madame Raquin inte längre kan göra det själv.
Äktenskapet är dömt att misslyckas då Camille inte visar någon direkt tillgivenhet för Thérèse och de aldrig själva beslutat om giftermålet. Hela familjen flyttar så småningom till Paris där Camille kan arbeta och Thérèse får sköta en liten smutsig sybutik i ett nedgånget kvarter. Där står hon dagarna i ända tillsammans med madame Raquin. Det gifta paret är inte lyckliga, men det är madame Raquin.
En dag tar Camille med sig hem en gammal vän till familjen, Laurent, som han hade råkat på av en slump under dagen. Thérèse attraheras av Laurent och hans djuriskhet, men Laurent däremot tycker att hon är ful. Trots detta är han nyfiken på henne och möter hennes begär. Thérèses förtryckta vilda sida får ett passionerat utlopp när hon är med Laurent, och de inleder ett otrohetsförhållande som blir mer passionerat med tiden. Till slut anser Laurent – Thérèse gör endast en vag antydan om detta – att det bara finns en utväg för honom att få träffa Thérèse mer, och det är att undanröja Camille. Laurent vet inte hur han ska gå till väga, och tiden går.
Under en söndagsutflykt bestämmer sig Laurent till slut för att försöka döda Camille, och han dränks i Seine genom en skenolycka under en roddtur. Madame Raquin får en hjärtattack och blir förlamad. Mordet förändrar även Laurents och Thérèses relation, och ångestladdade skuldkänslor driver dem sakta men säkert till paranoia och vansinne. Det enda som håller ihop dem är att de skall kunna ärva madame Raquins förmögenhet. De väljer att gifta sig med varandra, men passionen har redan dött och de söker sin egen tillvaro. Thérèse börjar umgås med andra män, och Laurent tillbringar tiden i sin lägenhet med att måla tavlor, dricka och umgås med kvinnor. Det blir med tiden irritation mellan de båda, som växer till hat, som slutligen driver dem till vansinne. Efter en tid står de inte ut längre och innan de hinner mörda varandra bryter de ihop, och slutligen begår de båda gemensamt självmord hemma hos madame Raquin.

## Etymologi
Namnet Thérèse är förmodligen ursprungligen ett grekiskt ord (therizo; att skörda) och kan betyda ungefär den som skördar, skördarinna eller jägarinna. Namnet Raquin kan komma från det franska verbet raquer och kan betyda att betala eller att döma. Namnet Thérèse Raquin kan alltså i sin helhet betyda ungefär den som skördar betalar, alltså det man sår, får man skörda vars betydelse har en indirekt relevans till romanens handling i förhållande till huvudkaraktären Thérèse.

## Filmatiseringar, dramatiseringar, musikaler och opera
Dramatiseringar:
- (1873) Thérèse Raquin, fransk teaterpjäs, drama av Émile Zola, uppförd på Téâtre de la Renaissance i Paris (premiär 11 juni 1873).[9]
- (2007) Thérèse Raquinn, brittisk teaterpjäs, drama av Émile Zola, uppförd på National Theatre i London[10]

Filmatiseringar:
- (1915) Teresa Raquin, italiensk stumfilm regisserad av Nino Martoglio.
- (1928) Thérèse Raquin, tysk stumfilm regisserad av Jacques Feyder.
- (1953) Brottslig kärlek (Thérèse Raquin), fransk film regisserad av Marcel Carné med Simone Signoret och Raf Vallone.
- (1956) Thérèse Raquin, tysk TV-film regisserad av Gustav Burmester.
- (1965) Thérèse Raquin, svensk TV-film regisserad av Håkan Ersgård med Gunnel Broström och Anders Ek.
- (1966) Thérèse Raquin, tysk TV-film regisserad av Hanns Korngiebel.
- (1977) Teresa Raquin, mexikansk TV-serie.
- (1979) Thérèse Raquin, belgisk TV-film regisserad av Emanuel Boeck.
- (1980) Thérèse Raquin, brittisk miniserie, regisserad av Simon Langton med Kate Nelligan och Brian Cox.
- (1985) Teresa Raquin, italiensk mini-serie, regisserad av Giancarlo Cobelli.
- (2009) Thirst, koreansk långfilm, här har historien blivit något omgjord och innehåller vampyrer. [12]
- (2013) In Secret, amerikansk film, regisserad av Charlie Stratton.

Opera:
- (2001) Thérèse Raquin, nordamerikansk opera, libretto av Gene Scheer och musik av kompositören Tobias Picker.[13]

Musikal:
- (2001) Thou Shalt Not, nordamerikansk Broadwaymusikal, libretto av David Thompson och musik av kompositören Harry Connick Jr..[14]